# Grande Prêmio do Oeste dos Estados Unidos de 1979
Resultados do Grande Prêmio do Oeste dos Estados Unidos de Fórmula 1 realizado em Long Beach em 8 de abril de 1979. Quarta etapa da temporada, teve como vencedor o canadense Gilles Villeneuve, que subiu ao pódio junto a Jody Scheckter numa dobradinha da Ferrari, com Alan Jones em terceiro pela Williams-Ford.

## Classificação da prova
| Pos. | Nº | Piloto                | Construtor         | Voltas | Tempo/Diferença   | Grid | Pontos |
| ---- | -- | --------------------- | ------------------ | ------ | ----------------- | ---- | ------ |
| 1    | 12 | Gilles Villeneuve     | Ferrari            | 80     | 1:50:25.40        | 1    | 9      |
| 2    | 11 | Jody Scheckter        | Ferrari            | 80     | + 29.38           | 3    | 6      |
| 3    | 27 | Alan Jones            | Williams-Ford      | 80     | + 59.69           | 10   | 4      |
| 4    | 1  | Mario Andretti        | Lotus-Ford         | 80     | + 1:04.33         | 6    | 3      |
| 5    | 25 | Patrick Depailler     | Ligier-Ford        | 80     | + 1:23.52         | 4    | 2      |
| 6    | 4  | Jean-Pierre Jarier    | Tyrrell-Ford       | 79     | + 1 volta         | 7    | 1      |
| 7    | 18 | Elio de Angelis       | Shadow-Ford        | 78     | + 2 voltas        | 20   |        |
| 8    | 6  | Nelson Piquet         | Brabham-Alfa Romeo | 78     | + 2 voltas        | 12   |        |
| 9    | 30 | Jochen Mass           | Arrows-Ford        | 78     | + 2 voltas        | 13   |        |
| DSQ  | 3  | Didier Pironi         | Tyrrell-Ford       | 72     | Queimou a largada | 17   |        |
| Ret  | 31 | Hector Rebaque        | Lotus-Ford         | 71     | Acidente          | 23   |        |
| Ret  | 22 | Derek Daly            | Ensign-Ford        | 69     | Acidente          | 24   |        |
| Ret  | 7  | John Watson           | McLaren-Ford       | 62     | Ignição           | 18   |        |
| DSQ  | 9  | Hans-Joachim Stuck    | ATS-Ford           | 49     | Queimou a largada | 21   |        |
| Ret  | 28 | Clay Regazzoni        | Williams-Ford      | 48     | Motor             | 15   |        |
| Ret  | 17 | Jan Lammers           | Shadow-Ford        | 47     | Suspensão         | 14   |        |
| Ret  | 29 | Riccardo Patrese      | Arrows-Ford        | 40     | Freios            | 9    |        |
| Ret  | 2  | Carlos Reutemann      | Lotus-Ford         | 21     | Transmissão       | 2    |        |
| Ret  | 14 | Emerson Fittipaldi    | Fittipaldi-Ford    | 19     | Transmissão       | 16   |        |
| Ret  | 24 | Arturo Merzario       | Merzario-Ford      | 13     | Motor             | 22   |        |
| Ret  | 26 | Jacques Laffite       | Ligier-Ford        | 8      | Freios            | 5    |        |
| Ret  | 20 | James Hunt            | Wolf-Ford          | 0      | Transmissão       | 8    |        |
| Ret  | 5  | Niki Lauda            | Brabham-Alfa Romeo | 0      | Acidente          | 11   |        |
| Ret  | 8  | Patrick Tambay        | McLaren-Ford       | 0      | Colisão           | 19   |        |
| DNS  | 16 | René Arnoux           | Renault            |        | Retirou-se        |      |        |
| DNS  | 15 | Jean-Pierre Jabouille | Renault            |        | Luxação no pulso  |      |        |

## Tabela do campeonato após a corrida
| Pos. | Piloto            | Pontos |
| ---- | ----------------- | ------ |
| 1    | Gilles Villeneuve | 20     |
| 2    | Jacques Laffite   | 18     |
| 3    | Jody Scheckter    | 13     |
| 4    | Carlos Reutemann  | 12     |
| 5    | Patrick Depailler | 11     |

| Pos. | Construtor   | Pontos |
| ---- | ------------ | ------ |
| 1    | Ferrari      | 33     |
| 2    | Ligier-Ford  | 29     |
| 3    | Lotus-Ford   | 20     |
| 4    | Tyrrell-Ford | 8      |
| 5    | McLaren-Ford | 4      |

- Nota: Somente as primeiras cinco posições estão listadas. As quinze etapas de 1979 foram divididas em um bloco de sete e outro de oito corridas onde cada piloto podia computar quatro resultados válidos em cada, não havendo descartes no mundial de construtores.